# Upplands runinskrifter 489
Upplands runinskrifter 489 är en runsten som nu står i universitetsparken i centrala Uppsala, tillsammans med runstenarna U 896, U 932, U 937, U 938, U 939, U 940, U 943 och U 1011.

## Stenen
Olof Celsius d.ä. hämtade runstenen från Mora äng i Lagga år 1729. År 1867 skickades den tillsammans med två andra runstenar: U 896 och U 1011, till världsutställningen i Paris. "Laggastenen", som den kallas, har en vacker ornamentik med ett rundjur i Urnesstil, vars runslinga bildar en tydlig och välformad åtta. Ovanför dess mitt är ett kristet stavkors vars övre korsarm tangerar åttans övre rundel. Stenen är ristad av Öpir.

## Inskriften
Translitterering av runraden:
khulu ' lit ' kira ' bro fr ant ' kilaua ' totur ' sin ' uk sum ' ati ' ulfr ' ybiʀ risti
Normalisering till runsvenska:
Gullaug(?) let gæra bro fyr and Gillaugaʀ, dottur sinnaʀ ok sum atti Ulfʀ. Øpiʀ risti.
Översättning till nusvenska:
Gullög lät göra bron för sin dotter Gillögs själ, som Ulv hade till hustru. Öpir ristade.
Byggandet av en bro nämns förhållandesvis ofta i runtexterna och ger uttryck för en god gärning. Däremot är det rätt så ovanligt att runstenar restes till minne efter kvinnor, i det här fallet en moder som hedrar sin dotter. Gullögs make Ulf var troligen redan död eftersom han inte står medtagen i minneshandlingen.